# Siundol Jae
Siundol Jae is een bestuurslaag in het regentschap Padang Lawas van de provincie Noord-Sumatra, Indonesië. Siundol Jae telt 780 inwoners (volkstelling 2010).